# محمد النقلي
محمد النقلي مخرج مصري ولد سنة 31 ديسمبر 1969 معظم أعماله من المسلسلات التلفزيونية.

## أعماله
1. البيت الكبير (2018)
2. السبع بنات ( 2016)
3. الكيف 	( 2016)
4. حب لا يموت 	(2015)
5. ولي العهد (2015)
6. دكتور امراض نسا ( 2014)
7. الشك (2013)
8. الاخوة الاعداء ( 2012)
9. هكشن، برنامج مقالب (2011)
10. سمارة 	(2011)
11. العلواية (2011)	(تحت الأعداد)
12. زهرة وأزواجها الخمسة (2010)
13. الباطنية (2009)
14. مسك الليل (2008)
15. الفاضي يعمل إيه (2008)
16. سوق الخضار (2006)
17. سوق الزلط (2005)
18. التوبة (2005)
19. عيش أيامك (2004)
20. عمارة الأسرار	(2004)
21. حد السكين (2003)
22. العطار والسبع بنات	(2002)
23. عائلة الحاج متولي (2001)
24. يوم للحياة (2000)
25. الأزواج الطيبين مخرج المنفذ
26. بيوت في المدينة	مخرج منفذ
27. الزنكلوني (1985)	مخرج منفذ
28. برديس (1985)	مساعد مخرج

22. الزنكلوني
مسلسل 1985 المخرج المنفذ 23. السمان و الخريف [ب]
مسلسل 1978 ساعد في الاخراج2